# Paulina Brugnoli
Paulina Brugnoli (Santiago, 1940) es una artista visual chilena.

## Biografía
Diana Paulina Brugnoli Bailoni, nació el 16 de octubre de 1940 en Santiago de Chile.
Es una artista textil, de gran trayectoria en docencia e investigación. Ha desarrollado una importante investigación sobre los textiles precolombinos andinos gracias a proyectos patrocinados por el Museo Chileno de Arte Precolombino. 
En el año 1958 ingresó a la Escuela de Bellas Artes de la Universidad de Chile. Algunos de sus maestros fueron: Matilde Pérez, Marta Colvin, Gracia Barrios, José Balmes y Alberto Pérez. 
En el año 1960 ingresa a estudiar danza a la Universidad Católica de Chile, disciplina que practicaba desde muy joven gracias a Helena Poliakova, quien fue su maestra. De manera paralela abrió un taller donde desarrolló diversas actividades como el teñido de técnicas por reserva, vestuarios, máscaras y escenografías. Este periodo despertó el interés por los textiles, lo que la llevó a estudiar Arte Textil en la Escuela de Artes Aplicadas de la Universidad de Chile, donde ingresa en el año 1964 y se convierte en la ayudante de Margarita Johow y finalmente en académica de la misma institución, donde comienza a hacer clases en el año 1974.
Entre abril del año 1974 hasta el año 2008, realizó clases en la escuela de arte y de diseño de la Universidad Católica. Algunos años después inicia su labor como investigadora de textiles prehispánicos gracias a Margarita Johow, quién la invitó a conocer y trabajar con textiles preincaicos del Norte Chico de Chile. Esta labor la ha desarrollado principalmente en el Museo de Arte Precolombino.

## Obra
Su más reciente exhibición fue en la Bienal Révélations del Grand Palais de París en el año 2017, envío curado por Nury González. En este oportunidad presentó una serie de textiles titulados: Puerta, Ejercicio recíproco, Conversa, Asperanza, La que va por ínsulas extrañas y Unu.
En 2015 y 2017 formó parte de las exposiciones colectivas tituladas "En Colores" y "Arte Textil con Independencia". Ambas realizadas en la Biblioteca Pública Pablo Neruda, comuna de Independencia, instancia en la que participaron los colectivos Decimos Tejiendo y Nido Textil.
En el año 2012 participa de una exposición colectiva titulada Arte Textil Contemporáneo, en el Museo Nacional de Bellas Artes.
Una de sus obras fue adquirida por el Museo de Arte Contemporáneo (MAC) aproximadamente en el año 1969 para exposición América, no invoco tu nombre en vano (1970). se trata de un tejido a telar con lana teñida.
Y cuenta con un número importante de publicaciones, entre las que se cuentan: "Manual de técnicas textiles andinas. Terminaciones" escrito junto a Soledad Hoces de la Guardia y financiado por el proyecto FONDECYT 1010282 en Santiago de Chile el año 2006; "Arte mayor de los Andes" junto a Soledad Hoces de la Guardia, publicado por el Museo Chileno de Arte Precolombino el año 1989; "Estudio de fragmentos del sitio Albayanco, hombre y desierto, una perspectiva cultural" (1995); "Amarras, el arte de teñir en los Andes Prehispánicos" Museo de Arte Precolombino (1999); "Awakhuni - Tejiendo la Historia Andina" Museo de Arte Precolombino (2006). "Colores: un puente entre pasado y presente". Revista Diseña Universidad Católica.